# Chouy
Chouy település Franciaországban, Aisne megyében. Lakosainak száma 371 fő (2022. január 1.). Chouy Ancienville, Billy-sur-Ourcq, Faverolles, Louâtre, Marizy-Sainte-Geneviève, Marizy-Saint-Mard, Neuilly-Saint-Front, Noroy-sur-Ourcq, Rozet-Saint-Albin és Saint-Rémy-Blanzy községekkel határos.

## Népesség
A település népességének változása:
| Lakosok száma | 306  | 239  | 269  | 370  | 385  | 375  | 370  | 371  | 370  | 371  |
|               | 1968 | 1982 | 1990 | 2006 | 2013 | 2015 | 2017 | 2019 | 2020 | 2022 |